# Henry Monnier
Henry Bonaventure Monnier, född 7 juni 1799, död 3 januari 1877, var en fransk tecknare och författare.
Monnier väckte 1828-30 uppmärksamhet dels med kongeniala illustrationer till Pierre-Jean de Bérangers visor och Jean de La Fontaines fabler, dels med karikatyralbum ur småfolkets liv, vilka han på 1850- och 1860-talen omformade till teaterstycken och under allmänt jubel framförde på scenen. Sin största berömmelse fick Monnier genom Grandeur et décadence de M. Joseph Prudhomme (1853), som 1860 efterföljdes av Joseph Prudhomme, chef de brigands, där han skapade en karikatyr av den stereotype parisiske småborgaren, fylld av struntförnäm inskränkthet.